# Mudukanapura, Tirumakudal Narsipur
Mudukanapura là một làng thuộc tehsil Tirumakudal Narsipur, huyện Mysore, bang Karnataka, Ấn Độ.